# Hauptfeuerwache Mariahilf

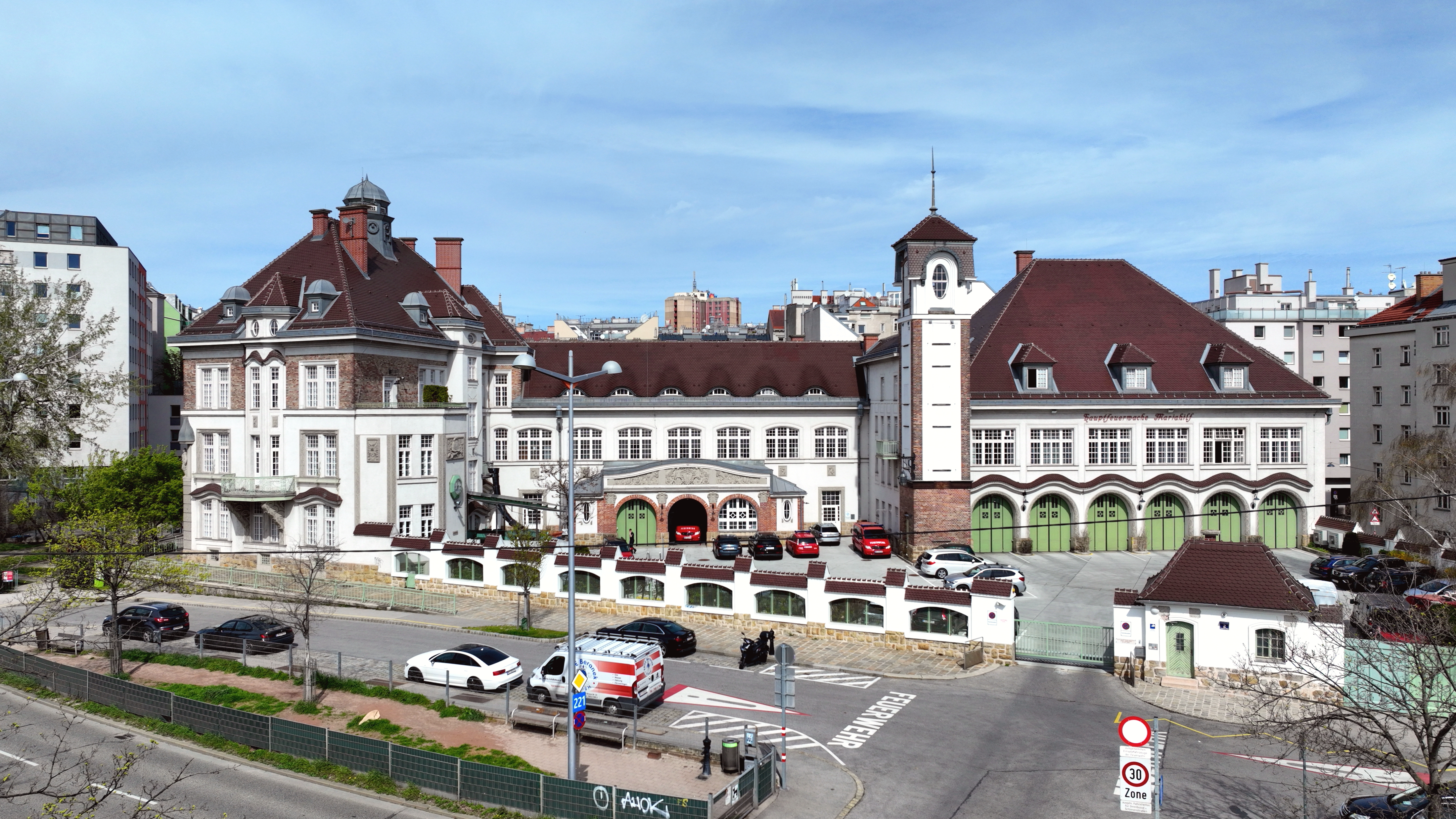
Hauptfeuerwache Mariahilf

Die Hauptfeuerwache Mariahilf im 6. Wiener Gemeindebezirk ist eine der neun Hauptfeuerwachen der Berufsfeuerwehr Wien.
Das unter Denkmalschutz stehende Bauwerk mit acht Garagen wurde zwischen 1912 und 1914 vom Stadtbauamt auf dem Areal des ehemaligen Schlachthofs Gumpendorf erbaut, die Indienststellung erfolgte am 27. April 1914. An der Planung beteiligt war der Architekt Johann Rothmüller. Vom Dehio wird der Heimatstil als Baustil genannt. Der Reliefschmuck ist in der Art der Wiener Werkstätte ausgeführt. Der Sockel des dreistöckigen Hauptgebäudes ist als Natursteinsockel ausgeführt, das Obergeschoß als Sichtziegelbau. An einer Hausecke befindet sich unter einem Baldachin die Statue eines Feuerwehrmannes. Das Walmdach verfügt über eine Laterne. Der zweistöckige Trakt, in dem die Garagen untergebracht sind, trägt Relieffelder Doppeladler, Wiener Wappen, weiblichen Figuren, Putten und so weiter. Für die Fahrzeuge sind acht rundbogige Einfahrtstore vorgesehen, die auf den von einer durchbrochenen Mauer umgebenen Hof münden.
Während des Zweiten Weltkriegs wurde das Gebäude am 17. Oktober und 5. November 1944 bei Bombenangriffen schwer beschädigt. Nach Kriegsende wurde der Bau so rasch wie möglich wieder in Stand gesetzt. Zwischen 1994 und 2000 erfolgte eine Generalsanierung. Sie wird als eine der schönsten Hauptfeuerwachen Wiens bezeichnet.
Die Hauptfeuerwache Mariahilf bildet mit den Gruppenwachen Penzing und Weidlingau die Brandschutzsektion 4. Im Jahre 2007 waren hier 33 Einsatzkräfte sowie eine Löschbereitschaft, ein Mehrzweckfahrzeug und die Inspektionsrauchfangkehrer der Wiener Berufsfeuerwehr stationiert.